# Coupe du Japon de football 2020
Navigation
Édition précédente Édition suivante
La Coupe du Japon de football 2020 est la 100e édition de la Coupe du Japon, une compétition à élimination directe mettant aux prises des clubs de football amateurs et professionnels à travers le Japon. Elle est organisée par la Fédération japonaise de football (JFA). Le vainqueur de cette compétition se qualifie pour la Ligue des champions de l'AFC 2021, accompagné des trois meilleures équipes du championnat.
Le nombre d'équipes a été réduit à 50 à la suite de la pandémie COVID-19 au Japon et par la suite à 52 équipes.
La meilleure équipe de la J. League 2 2020 et la meilleure équipe de la Ligue J3 2020 entreront au stade des quarts de finale. Les deux meilleures équipes de la J1 League 2020 entreront en demi-finale, de même les dates initiales étaient du 23 mai 2020 au 1er janvier 2021, elles sont passées du 16 septembre 2020 au 1er janvier 2021.

## Résultats

### Premier tour
| #  | Date              | Heure                                 | Club                              | Résultat          | Club                               | Stade                        | Affluence | Réf. |
| -- | ----------------- | ------------------------------------- | --------------------------------- | ----------------- | ---------------------------------- | ---------------------------- | --------- | ---- |
| 1  | 16 septembre 2020 | 19h00 (UTC+9) (12h00 heure française) | Sony Sendai FC                    | 3 - 0             | Saruta Kogyo                       | Stade de Sendai              | 203       |      |
| 2  | 16 septembre 2020 | 15h00 (UTC+9) (8h00 heure française)  | Iwaki FC                          | 4 - 0             | Oyama SC                           | J-Village                    | -         |      |
| 3  | 16 septembre 2020 | 13h00 (UTC+9) (6h00 heure française)  | ReinMeer Aomori                   | 2 - 1             | Université de Sapporo              | Prifoods Stadium             | 130       |      |
| 4  | 16 septembre 2020 | 19h00 (UTC+9) (12h00 heure française) | Université de Tsukuba             | 2 - 0             | Université internationale de Tokyo | Hitachinaka Stadium          | 299       |      |
| 5  | 16 septembre 2020 | 19h00 (UTC+9) (12h00 heure française) | Université Kirikage Yokohama      | 4 - 2             | Université de Yamanashi            | Hiratsuka Stadium            | 246       |      |
| 6  | 16 septembre 2020 | 14h00 (UTC+9) (7h00 heure française)  | Tonan Maebashi                    | 2 - 3             | VONDS Ichihara FC                  | Gunma Shikishima Stadium     | -         |      |
| 7  | 16 septembre 2020 | 16h00 (UTC+9) (9h00 heure française)  | Tokyo Musashino City FC           | 3 - 3 (tab 5 - 4) | Tochigi City FC                    | Ajinomoto Field Nishigaoka   | -         |      |
| 8  | 16 septembre 2020 | 15h00 (UTC+9) (8h00 heure française)  | Université de Kanazawa Seiryo     | 1 - 2             | Toyama Shinjo Club                 | Kanazawa Soccer Stadium      | -         |      |
| 9  | 16 septembre 2020 | 19h00 (UTC+9) (12h00 heure française) | FC Maruyasu Okazaki               | 3 - 2             | Suzuka Point Getters               | Stade d'athlétisme de Mizuho | 448       |      |
| 10 | 16 septembre 2020 | 18h00 (UTC+9) (11h00 heure française) | Cento Cuore HARIMA                | 1 - 1 (tab 2 - 4) | MIO Biwako Shiga                   | Miki Athletic Stadium        | 164       |      |
| 11 | 16 septembre 2020 | 15h00 (UTC+9) (8h00 heure française)  | Ococias Kyoto AC                  | 0 - 1             | Nara Club                          | Yamashiro Rikujyo Kyogijyo   | 252       |      |
| 12 | 16 septembre 2020 | 19h00 (UTC+9) (12h00 heure française) | Yonago Genki SC                   | 0 - 5             | Matsue City FC                     | Axis Bird Stadium            | 315       |      |
| 13 | 16 septembre 2020 | 19h00 (UTC+9) (12h00 heure française) | Enseignant Préfecture de Kumamoto | 0 - 0 (tab 1 - 3) | Université de Fukuoka              | Stade Egao Kenkō             | 532       |      |
| 14 | 16 septembre 2020 | 17h00 (UTC+9) (10h00 heure française) | Université de Kara                | 1 - 0             | Okinawa SV                         | Kokubu Multipurpose Ground   | 189       |      |
| 15 | 16 septembre 2020 | 19h00 (UTC+9) (12h00 heure française) | EV Internacional                  | 0 - 4             | MD Nagasaki                        | Saga Stadium                 | 237       |      |
| 16 | 16 septembre 2020 | 19h00 (UTC+9) (12h00 heure française) | Verspa Oita                       | 2 - 2 (tab 5 - 4) | Tegevajaro Miyazaki                | Stade d'Oita                 | 335       |      |

### Second tour
| #  | Date              | Heure                                 | Club                    | Résultat | Club                         | Stade                         | Affluence | Réf. |
| -- | ----------------- | ------------------------------------- | ----------------------- | -------- | ---------------------------- | ----------------------------- | --------- | ---- |
| 17 | 23 septembre 2020 | 19h00 (UTC+9) (12h00 heure française) | Université Fuji         | 3 - 2    | Sony Sendai FC               | Stade de Miyagi               | 239       |      |
| 18 | 23 septembre 2020 | 15h00 (UTC+9) (8h00 heure française)  | Iwaki FC                | 0 - 3    | ReinMeer Aomori              | J-Village                     | -         |      |
| 19 | 23 septembre 2020 | 19h00 (UTC+9) (12h00 heure française) | Université de Tsukuba   | 4 - 3    | Université Kirikage Yokohama | Hitachinaka Stadium           | 274       |      |
| 20 | 23 septembre 2020 | 17h00 (UTC+9) (10h00 heure française) | VONDS Ichihara FC       | 2 - 3    | Tokyo Musashino City FC      | Ichihara Seaside Stadium      | -         |      |
| 21 | 23 septembre 2020 | 17h00 (UTC+9) (10h00 heure française) | Université de Niigata   | 3 - 0    | Artista Asama                | Shibata Ijimino Park          | 220       |      |
| 22 | 23 septembre 2020 | 19h00 (UTC+9) (12h00 heure française) | Fukui United FC         | 2 - 1    | Toyama Shinjo Club           | Tecnoport Fukui Stadium       | 263       |      |
| 23 | 23 septembre 2020 | 19h00 (UTC+9) (12h00 heure française) | Honda FC                | 2 - 1    | Université de Tokiha         | Ecopa Stadium                 | 879       |      |
| 24 | 23 septembre 2020 | 19h00 (UTC+9) (12h00 heure française) | Nagara Club             | 0 - 4    | FC Maruyasu Okazaki          | Gifu Nagaragawa Stadium       | 459       |      |
| 25 | 23 septembre 2020 | 18h15 (UTC+9) (11h15 heure française) | Arterivo Wakayama       | 1 - 0    | MIO Biwako Shiga             | Kimiidera Park                | 393       |      |
| 26 | 23 septembre 2020 | 19h00 (UTC+9) (12h00 heure française) | FC TIAMO Hirakata       | 1 - 0    | Nara Club                    | Stade Nagai                   | 507       |      |
| 27 | 30 septembre 2020 | 16h00 (UTC+9) (9h00 heure française)  | Fukuyama City FC        | 1 - 0    | FC Balein Shimonoseki        | Hiroshima Prefectural Stadium | 140       |      |
| 28 | 23 septembre 2020 | 14h00 (UTC+9) (7h00 heure française)  | Mitsubishi Mizushima FC | 1 - 0    | Matsue City FC               | Miyoshi Athletic Stadium      | 60        |      |
| 29 | 23 septembre 2020 | 19h00 (UTC+9) (12h00 heure française) | Kochi United SC         | 2 - 1    | Université de Takamatsu      | Kochi Haruno Athletic Stadium | 325       |      |
| 30 | 23 septembre 2020 | 16h00 (UTC+9) (9h00 heure française)  | FC Tokushima            | 5 - 0    | Université de Matsuyama      | Kochi Haruno Athletic Stadium | 101       |      |
| 31 | 23 septembre 2020 | 17h00 (UTC+9) (10h00 heure française) | Université de Fukuoka   | 1 - 4    | Université de Kara           | Kokubu Athletic Stadium       | 431       |      |
| 32 | 23 septembre 2020 | 19h03 (UTC+9) (12h03 heure française) | MD Nagasaki             | 0 - 2    | Verspa Oita                  | Transcosmos Stadium Nagasaki  | 446       |      |

### Troisième tour
| #  | Date             | Heure                                 | Club                  | Résultat | Club                    | Stade                    | Affluence | Réf. |
| -- | ---------------- | ------------------------------------- | --------------------- | -------- | ----------------------- | ------------------------ | --------- | ---- |
| 33 | 28 octobre 2020  | 19h00 (UTC+9) (11h00 heure française) | Université Fuji       | 1 - 2    | ReinMeer Aomori         | Stade de Miyagi          | 163       |      |
| 34 | 28 octobre 2020  | 19h00 (UTC+9) (11h00 heure française) | Université de Tsukuba | 3 - 2    | Tokyo Musashino City FC | K's denki Stadium Mito   | 453       |      |
| 35 | 28 octobre 2020  | 18h00 (UTC+9) (10h00 heure française) | Université de Niigata | 0 - 2    | Fukui United FC         | Tecnoport Fukui Stadium  | 230       |      |
| 36 | 28 octobre 2020  | 16h00 (UTC+9) (8h00 heure française)  | Honda FC              | 1 - 0    | FC Maruyasu Okazaki     | Ecopa Stadium            | 521       |      |
| 37 | 28 octobre 2020  | 19h00 (UTC+9) (11h00 heure française) | Arterivo Wakayama     | 3 - 2    | FC TIAMO Hirakata       | Stade Nagai              | 785       |      |
| 38 | 28 octobre 2020  | 13h00 (UTC+9) (5h00 heure française)  | Fukuyama City FC      | 2 - 0    | Mitsubishi Mizushima FC | Miyoshi Athletic Stadium | 275       |      |
| 39 | 11 novembre 2020 | 19h00 (UTC+9) (11h00 heure française) | Kochi United SC       | 2 - 1    | FC Tokushima            | Pikara Stadium           | 202       |      |
| 40 | 28 octobre 2020  | 19h00 (UTC+9) (11h00 heure française) | Université de Kara    | 1 - 2    | Verspa Oita             | Stade Egao Kenkō         | 191       |      |

### Quatrième tour
| #  | Date             | Heure                                 | Club                  | Résultat | Club              | Stade                         | Affluence | Réf. |
| -- | ---------------- | ------------------------------------- | --------------------- | -------- | ----------------- | ----------------------------- | --------- | ---- |
| 41 | 13 décembre 2020 | 13h00 (UTC+9) (5h00 heure française)  | Fukui United FC       | 2 - 1    | ReinMeer Aomori   | Tecnoport Fukui Stadium       | 344       |      |
| 42 | 13 décembre 2020 | 14h00 (UTC+9) (6h00 heure française)  | Fukuyama City FC      | 2 - 1    | Arterivo Wakayama | Hiroshima Prefectural Stadium | 596       |      |
| 43 | 13 décembre 2020 | 13h00 (UTC+9) (5h00 heure française)  | Verspa Oita           | 0 - 1    | Honda FC          | Oita Athletic Stadium         | 502       |      |
| 44 | 13 décembre 2020 | 19h00 (UTC+9) (11h00 heure française) | Université de Tsukuba | 3 - 2    | Kochi United SC   | Stade de Kashima              | 552       |      |

### Cinquième tour
| #  | Date             | Heure                                 | Club            | Résultat | Club                  | Stade                         | Affluence | Réf. |
| -- | ---------------- | ------------------------------------- | --------------- | -------- | --------------------- | ----------------------------- | --------- | ---- |
| 45 | 20 décembre 2020 | 13h00 (UTC+9) (5h00 heure française)  | Fukui United FC | 0 - 3    | Fukuyama City FC      | Hiroshima Prefectural Stadium | 391       |      |
| 46 | 20 décembre 2020 | 18h00 (UTC+9) (10h00 heure française) | Honda FC        | 2 - 1    | Université de Tsukuba | Ecopa Stadium                 | 767       |      |

### Quarts de finale
| #  | Date             | Heure                                 | Club             | Résultat | Club             | Stade               | Affluence | Réf. |
| -- | ---------------- | ------------------------------------- | ---------------- | -------- | ---------------- | ------------------- | --------- | ---- |
| 47 | 23 décembre 2020 | 19h00 (UTC+9) (11h00 heure française) | Blaublitz Akita  | 3 - 1    | Fukuyama City FC | Stade de Sendai     | 202       |      |
| 48 | 23 décembre 2020 | 19h00 (UTC+9) (11h00 heure française) | Tokushima Vortis | 3 - 0    | Honda FC         | Pocarisweat Stadium | 576       |      |

### Demi-finales
| #  | Date             | Heure                                | Club              | Résultat | Club             | Stade                          | Affluence | Réf. |
| -- | ---------------- | ------------------------------------ | ----------------- | -------- | ---------------- | ------------------------------ | --------- | ---- |
| 49 | 27 décembre 2020 | 13h05 (UTC+9) (5h05 heure française) | Kawasaki Frontale | 2 - 0    | Blaublitz Akita  | Stade d'athlétisme de Todoroki | 9 772     |      |
| 50 | 27 décembre 2020 | 16h04 (UTC+9) (8h04 heure française) | Gamba Osaka       | 2 - 0    | Tokushima Vortis | Stade de football de Suita     | 7 055     |      |

### Finale
| #  | Date             | Heure                                | Club              | Résultat | Club        | Stade                            | Affluence | Réf. |
| -- | ---------------- | ------------------------------------ | ----------------- | -------- | ----------- | -------------------------------- | --------- | ---- |
| 51 | 1er janvier 2021 | 14h40 (UTC+9) (6h40 heure française) | Kawasaki Frontale | 1 - 0    | Gamba Osaka | Nouveau stade olympique national | 13 318    |      |